# Курган Хога
Курган Хога (Хага), или Курган короля Бьёрна (шведск. Hågahögen, Kung Björns hög) — курганное захоронение, обнаруженное на западной окраине города Уппсала, Швеция. Представляет собой великолепный памятник северного бронзового века.

## Название
Одно из названий памятника — Hågahögen — буквально означает «высокий холм»; другое — дано в честь полулегендарного короля Швеции Бьёрна из Хоги — персонажа саг, который, как считается, жил в  Уппсале в IX веке. Название Курган короля Бьёрна известно по меньшей мере с XVII века и впервые упоминается в письме от 1704 года. Современные историки отвергли связь короля Бьёрна с курганом, однако название закрепилось в литературе. 

## Описание

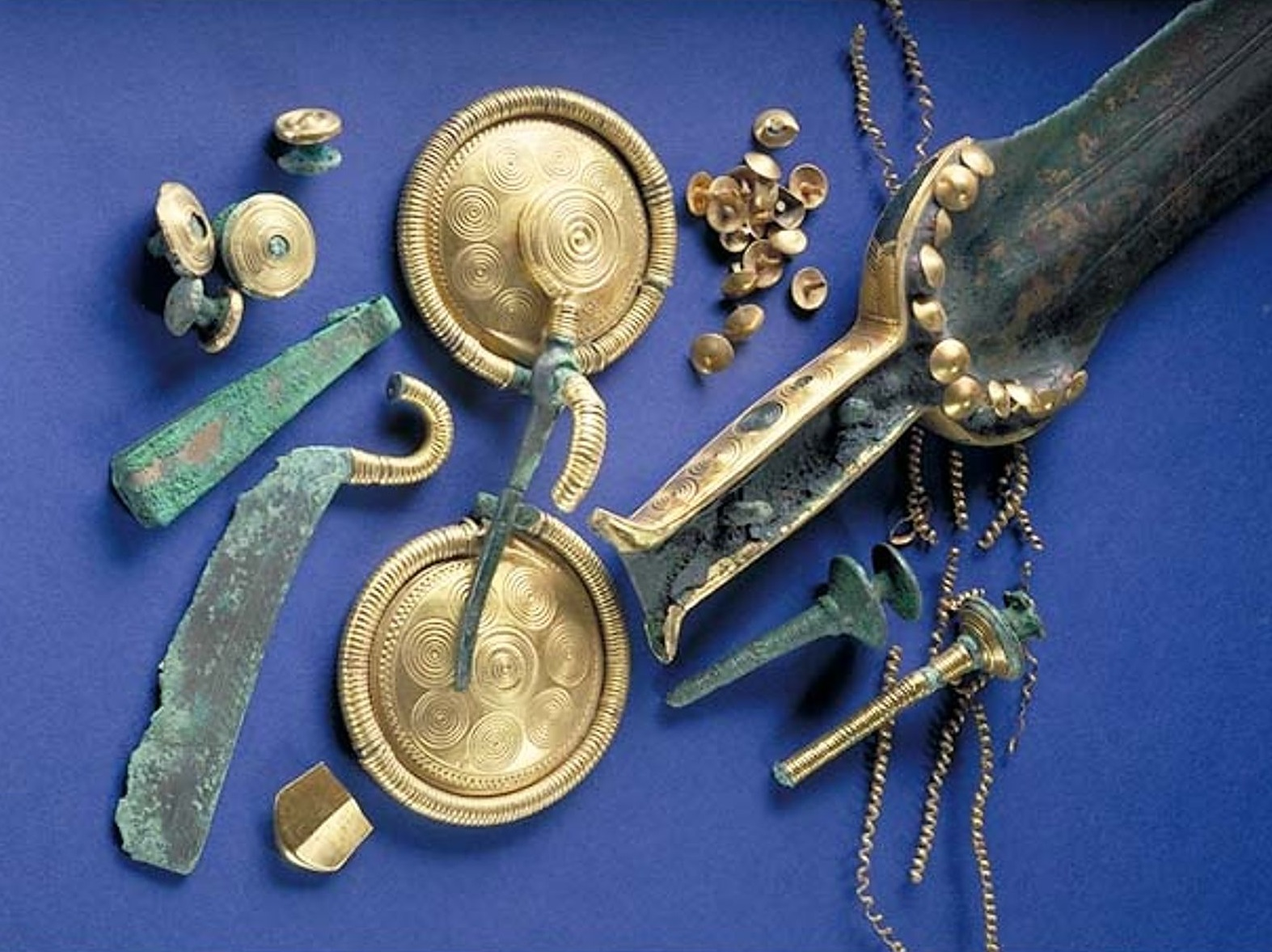
Артефакты, найденные в кургане

Курган Хога составляет 7 метров в высоту и 45 метров в поперечнике. Он был создан около 1000 года до н. э. на берегу моря (с тех пор море отступило в процессе гляциоизостазии). Внутри кургана была помещена деревянная погребальная камера, в которой находился деревянный гроб с кремированными останками невысокого человека. Насыпанный сверху холм был покрыт дёрном. Захоронению знатного скандинава, вероятно, сопутствовало человеческое жертвоприношение, о чем свидетельствуют найденные там же человеческие кости, из которых был удален костный мозг. 
Внутри гроба был обнаружен богатый набор артефактов из бронзы и золота: меч бронзового века с украшениями, бритва, две броши, несколько позолоченных пуговиц, двое щипцов и другие предметы. Все они могут происходить из одной мастерской на острове Зеландия. Всего было обнаружено 52 золотых изделия, некоторые — только фрагментами.

## История изучения
Курган был раскопан в 1902—1903 годах шведским археологом Оскаром Альмгреном вместе с будущим королем Густавом VI Адольфом. В близлежащем поселении, в слоях, относящихся к бронзовому веку, были проведены лишь небольшие по объему археологические работы, однако они позволили обнаружить несколько каменных фундаментов домов. Находки из самого кургана были помещены в Исторический музей Стокгольма. 
В 1986 году из музея была совершена кража; была украдена одна из главных ценностей музея — золотая брошь из кургана Хога. Ее фрагменты были обнаружены около главного входа музея через несколько месяцев, когда растаял снег.